# Joedinocultuur
De Joedinocultuur was een archeologische cultuur van de 7e-13e eeuw in het 
Trans-Oeral-gebied.
Sites van deze cultuur werden ontdekt in de oblast Sverdlovsk. De cultuur is vernoemd naar een versterkte nederzetting met een oppervlakte van 3000 m², de Joedino-gorodisjtsje. De nederzetting was omgeven door een palissade en een aarden wal. De woningen van de Joedinocultuur zagen eruit als zowel blokhutten als tentvormen. Sporen van metaalbewerking werden geregistreerd.
In de graven bevond zich paardentuig, wat duidt op het fokken van paarden. Er werd ook aardewerk ontdekt: handgevormde potten met ronde bodem, kommen, schalen gemaakt door uitkloppen en versierd met combinaties van koord- en kampatronen en figuurstempels.
De basis van de economie was jacht, visserij en veeteelt.
De moderne Mansen worden beschouwd als afstammelingen van de Joedinocultuur.